# Sainte-Austreberthe, Seine-Maritime

Sainte-Austreberthe este o comună în departamentul Seine-Maritime, Franța. În 1 ianuarie 2022 avea o populație de 664 de locuitori.